# 3619 Nash
A 3619 Nash (ideiglenes jelöléssel 1981 EU35) a Naprendszer kisbolygóövében található aszteroida. Schelte J. Bus fedezte fel 1981. március 2-án.